# Steppenheiden-Würfel-Dickkopffalter
Der Steppenheiden-Würfel-Dickkopffalter (Pyrgus carthami, Syn.: Pyrgus fritillarius), auch Steppenheiden-Würfeldickkopf oder Steppenheiden-Puzzlefalter ist ein Schmetterling aus der Familie der Dickkopffalter (Hesperiidae).

## Merkmale
Die Länge der Vorderflügel beträgt 16,5 bis 18 Millimeter. Die Grundfarbe der Oberseite der Vorderflügel reicht von orange bis dunkelbraun.
Die Oberseite der Flügel sind mit hellen, meist weißen, länglichen Flecken versehen. Sie sind auf den Vorderflügel sehr deutlich entwickelt, auf den Hinterflügel eher schwach angedeutet. Die Submarginalflecken fehlen oder sind nur schwach angedeutet. Die postdiskalen Flecken in Zelle 4 und 5 in der Mittelbinde sind etwas nach außen verschoben. Auf der Flügelunterseite ist der weiße Außenrand ca. 1 mm breit (ohne Fransen). Die braune Grundfarbe erreicht kaum oder nicht den Flügelrand.
Die rundlichen Eier sind oben und unten etwas abgeplattet. Sie sind hellgelblich gefärbt. Die Oberfläche ist mit kräftigen, von der Micropyle ausgehenden, meist gerade oder gelegentlich auf leicht gebogenen Längsrippen bedeckt. Auf der Seite können sich kürzere Längsrippen dazwischen schalten. Sie sind meist kleiner als die Eier der anderen Arten der Gattung Pyrgus, obwohl Pyrgus carthami die größte in Europa vorkommende Pyrgus-Art ist.
Die Farbe der Raupe ist je nach Region etwas variabel. In Mitteleuropa ist die Eiraupe zunächst grünlich, später auch grau oder graubraun mit einem schwarzen Kopf. Auffallend klein sind die Kotballen (meist nur halb so groß wie die Kotballen der anderen Pyrgus-Arten).
Die Puppe ist meist dicht bläulich bereift. Die Grundfarbe ist hellbraun bis gelbbraun. Die Puppen sind außer einer schwarzen Linie auf dem Rücken nur schwach gezeichnet.

## Geographisches Vorkommen und Habitat
Die Art ist in Süd- und Mitteleuropa sowie Osteuropa weit verbreitet. Die Nordgrenze bilden Vorkommen in Litauen. Sie fehlt auf den Britischen Inseln und den westeuropäischen Küstenregionen sowie in den meisten Regionen Italiens (vom Norden abgesehen). Im Osten reicht das Verbreitungsgebiet über Südrussland, Türkei, den südlichen Ural bis nach Turkmenistan und den Iran. Pyrgus carthami kommt auf Steppenheiden und Kalkmagerrasen vor. Die Raupen brauchen Potentilla-Polster auf wenig bewachsenem Boden. Sie steigt in den Alpen und in Südfrankreich bis auf etwa 1600 m an.

## Lebensweise
Die Art bildet eine Generation pro Jahr, deren Falter in Mitteleuropa von Mitte Mai bis Mitte Juli fliegen. Die Eier werden einzeln an die Unterseite der Raupennahrungspflanzen gelegt. Die Raupe frisst an relativ kleinen, gegen Trockenheit recht beständigen Fingerkräutern (Potentilla), wie Sand-Fingerkraut (Potentilla arenaria) und Rötliches Fingerkraut (Potentilla heptaphylla), sowie auch besonders Frühlings-Fingerkraut (Potentilla neumanniana) und Sternhaariges Frühlings-Fingerkraut (Potentilla pusilla). In der Literatur werden auch Potentilla cinerea, Potentilla heterophylla und Rauhaariges Fingerkraut (Potentilla hirta) als Raupennahrungspflanzen genannt. Im Sommer legt die Raupe regional etwas unterschiedlich eine Trockenpause ein, die im Mittelmeergebiet mehrere Monate dauern kann. Die Entwicklung setzt sich erst nach den ersten Herbstregen fort. Die Überwinterung erfolgt im vorletzten Raupenstadium. In der Zucht wurden fünf Häutungen nachgewiesen. Gelegentlich kommen auch spätfliegende Falter vor, deren Nachkommen entsprechend in einem früheren Stadium überwintern.

## Systematik
Die Art wird in der Literatur häufig auch als Pyrgus fritillarius (Poda, 1761) bezeichnet Allerdings ist dieser Name ein nomen dubium, er wird in der Vergangenheit auf fünf oder sechs verschiedene Arten angewendet. Um dieses nomenklatorische Problem zu lösen, bestimmte de Jong (1987) einen Typus (Nomenklatur)Neotyp. Dieser gehört zu Pyrgus malvae, Pyrgus fritillarius (Poda, 1761) wird damit zu einem jüngeren, subjektiven Synonym von Pyrgus malvae (Linnaeus, 1758). Die Unterteilung der Art in Unterarten ist ebenso umstritten. Früher wurden in Deutschland zwei Unterarten unterschieden, die Nominatunterart in Süddeutschland und die ssp. septentrionalis Alberti in Norddeutschland. Ernst Brockmann zieht die Exemplare aus Franken und Thüringen zur Nominatunterart und die Exemplare aus Westdeutschland zu einer ssp. nevadensis Oberthür, 1910, die von Tolman & Lewington (1998) lediglich als forma bezeichnet wird. Die "forma" bzw. die Unterart nevadensis kommt in erster Linie auf der Iberischen Halbinsel vor.
- Pyrgus carhami carthami, die Nominatform in Mittel- und Norddeutschland
- Pyrgus carthami nevadensis (Oberthür, 1910), Westdeutschland, Frankreich, Iberische Halbinsel. Im Westen Deutschlands finden sich Übergangsformen zur Nominatunterart[1]. Diese Unterart zeichnet sich durch eine blassgelbe Unterseite aus. Die Flecken der Vorderflügel sind etwas größer, die Flecken der Hinterflügel etwas kräftiger als bei der Nominatunterart.
- Pyrgus carthami moeschleri (Herrich-Schäffer, 1854). Über die Verbreitung dieser Unterart gibt es unterschiedliche Meinungen. Im Allgemeinen werden die südosteuropäischen und osteuropäischen Vorkommen sowie die transuralischen Populationen der Unterart moeschleri zugerechnet[6]. In Ungarn soll es Übergangsformen zur Nominatunterart geben. Die Unterart ist etwas größer.

Bisher liegen noch keine gesicherten Angaben vor, zu welcher Unterart die Populationen in der Türkei gehören.